# Edde (Hungria)
Edde é um município da Hungria, situado no condado de Somogy. Tem 8,51 km² de área e sua população em 2019 foi estimada em 197 habitantes.